# Стрибки у воду на Чемпіонаті Європи з водних видів спорту 2021 — вишка, 10 метрів (жінки)
Змагання зі стрибків у воду з вишки серед жінок на Чемпіонаті Європи з водних видів спорту 2021 відбулись 13 травня.

## Результат[1]
| Місце | Стрибун                  | Країна          | Попередній раунд | Попередній раунд | Фінал  | Фінал |
| Місце | Стрибун                  | Країна          | Очки             | Місце            | Очки   | Місце |
| ----- | ------------------------ | --------------- | ---------------- | ---------------- | ------ | ----- |
| 1     | Анна Конанихіна          | Росія           | 260,15           | 11               | 365,25 | 1     |
| 2     | Юлія Тімошиніна          | Росія           | 288,70           | 3                | 329,20 | 2     |
| 3     | Андреа Спендоліні        | Велика Британія | 276,40           | 8                | 326,60 | 3     |
| 4     | Софія Лискун             | Україна         | 297,25           | 1                | 321,75 | 4     |
| 5     | Лоіс Тулсон              | Велика Британія | 253.80           | 12               | 321,10 | 5     |
| 6     | Селін ван Дуйн           | Нідерланди      | 289,60           | 2                | 299,80 | 6     |
| 7     | Алаїс Калонья            | Франція         | 275,75           | 9                | 286,25 | 7     |
| 8     | Крістіна Марія Вассен    | Німеччина       | 280,80           | 7                | 279,95 | 8     |
| 9     | Сара Джодоїн де Марія    | Італія          | 273,60           | 10               | 278,35 | 9     |
| 10    | Таня Ватсон              | Ірландія        | 287,70           | 4                | 275,10 | 10    |
| 11    | Ноемі Баткі              | Італія          | 282,70           | 6                | 270,10 | 11    |
| 12    | Елена Вассен             | Німеччина       | 283,35           | 5                | 258,65 | 12    |
| 13    | К'яра Мак-Гінг           | Ірландія        | 251,80           | 13               | DNQ    | DNQ   |
| 14    | Гурджі Прастерінгк       | Нідерланди      | 251,55           | 14               | DNQ    | DNQ   |
| 15    | Гелле Туксен             | Норвегія        | 245,65           | 15               | DNQ    | DNQ   |
| 16    | Анне Вілде Туксен        | Норвегія        | 243,40           | 16               | DNQ    | DNQ   |
| 17    | Ніколета-Анжелік Мускалу | Румунія         | 220,60           | 17               | DNQ    | DNQ   |
| 18    | Майссам Наджі            | Франція         | 207,40           | 18               | DNQ    | DNQ   |
| 19    | Домініка Міровска        | Польща          | 179,75           | 19               | DNQ    | DNQ   |